# Liste de peintures de Berthe Morisot
Cette page est une liste de peintures de Berthe Morisot (1841-1895).

## Des débuts à l'engagement impressionniste (1864-1874)
| Image | Genre          | Titre                                                       | Date        | Technique                             | Dimensions     | Lieu de Conservation                               | Référence                                    |
| ----- | -------------- | ----------------------------------------------------------- | ----------- | ------------------------------------- | -------------- | -------------------------------------------------- | -------------------------------------------- |
|       | Paysage        | Vieux chemin à Auvers                                       | 1863        | huile sur toile                       | 45 × 32 cm     | collection privée, Vente 2013                      | Catalogue Sotheby'sConsulté le 5 avril 2023  |
|       | ?              | Étude                                                       | 1864        | huile sur toile                       | 60,3 × 73 cm   | collection privée                                  | Stuckey Scott Lindsay                        |
|       | Portrait       | Edma, La Soeur de l'artiste assise dans un parc             | 1864        | aquarelle                             | 25 × 15 cm     | National Gallery of Art, Washington                | Musée                                        |
|       | Paysage        | Chaumière en Normandie                                      | 1865        | huile sur toile                       | 46 × 55 cm     | collection privée                                  | Stuckey Scott Lindsay                        |
|       | Paysage        | La Seine en aval du pont d'Iéna                             | 1866        | huile sur toile                       | 51 × 73 cm     | collection privée                                  | Bataille et Wildenstein                      |
|       | Paysage        | La Rivière de Pont-Aven à Roz-Bras                          | 1867        | huile sur toile                       | 55 × 73 cm     | collection privée                                  | Bataille et Wildenstein                      |
|       | Paysage        | Bateaux à l'aurore                                          | 1867        | pastel sur papier                     | 19,7 × 26,7 cm | collection privée                                  | Stuckey Scott Lindsay                        |
|       | Portrait       | Jeune fille à sa fenêtre                                    | 1869        | huile sur toile                       | 36,8 × 45,4 cm | collection privée                                  |                                              |
|       | Portrait       | Pivoines                                                    | 1869        | huile sur toile                       | 40,8 × 33 cm   | National Gallery of Art, Washington                | MuséeConsulté le 29 mars 2023                |
|       | Paysage        | Vue du petit port de Lorient                                | 1869        | huile sur toile                       | 43,5 × 73 cm   | National Gallery of Art, Washington                | MuséeConsulté le 29 mars 2023                |
|       | Portrait       | La Sœur de l'artiste à une fenêtre                          | 1869        | huile sur toile                       | 54,8 × 46,3 cm | National Gallery of Art, Washington                | MuséeConsulté le 29 mars 2023                |
|       | Portrait       | Les Sœurs                                                   | 1869        | huile sur toile                       | 52,1 × 81,3 cm | National Gallery of Art, Washington                | MuséeConsulté le 29 mars 2023                |
|       | Portrait       | La Mère et la sœur de l'artiste                             | 1869-1870   | huile sur toile                       | 101 × 81,8 cm  | National Gallery of Art, Washington                | Musée                                        |
|       | Portrait       | La Robe rose (Albertie-Marguerite Carré)                    | 1870 vers   | huile sur toile                       | 54,6 × 67,3 cm | New York, Metropolitan Museum of Art               | MuséeConsulté le 31 mars 2023                |
|       | Paysage        | Le Port de Cherbourg                                        | 1871        | crayon et aquarelle sur papier        | 15,6 × 20,3 cm | collection Paul Mellon Upperville, Virginie        | Stuckey Scott Lindsay                        |
|       | Paysage        | Le Port de Cherbourg                                        |             | aquarelle sur papier                  | 24,9 × 15,1 cm | musée Léon-Alègre, Bagnols-sur-Cèze                | Bataille et Wildenstein                      |
|       | Paysage        | Le Port de Cherbourg                                        | 1871        | huile sur toile                       | 41,9 × 55,9 cm | collection Paul Mellon Upperville, Virginie        | Stuckey Scott Lindsay                        |
|       | Paysage        | L'Entrée du port                                            | 1871        |                                       |                |                                                    | Bataille et Wildenstein                      |
|       | Paysage        | L'Entrée du port de Cherbourg                               | 1871        | aquarelle                             | 16 × 20 cm     | Richmond, Musée des Beaux-Arts de Virginie         | MuséeConsulté le 29 mars 2023                |
|       | Scène de genre | Au balcon                                                   | 1871        | aquarelle                             | 21 × 17 cm     | Art Institute of Chicago                           | MuséeConsulté le 28 mars 2023                |
|       | Scène de genre | Femme et enfant au balcon                                   | 1872        | huile sur toile                       | 61 × 50 cm     | Musée Artizon, Tokyo                               | MuséeConsulté le 10 février 2024             |
|       | Portrait       | Portrait d'une femme                                        | 1872-1875   | huile sur toile                       | 56 × 46,1 cm   | Courtauld Gallery, Londres                         | ArtUKConsulté le 2 avril 2023                |
|       | Scène de genre | Intérieur                                                   | 1871        | huile sur toile                       |                | Collection privée                                  | Bataille et Wildenstein                      |
|       | Portrait       | Portrait de Madame Pontillon                                | 1871        | pastel sur papier                     | 81,5 × 65,8 cm | Musée d'Orsay                                      | MuséeConsulté le 28 mars 2023                |
|       | Paysage        | Vue de Paris depuis le Trocadero                            | 1871-1873   | huile sur toile                       | 46 × 81,6 cm   | Santa Barbara Museum of Art                        | MuséeConsulté le 28 mars 2023                |
|       | Scène de genre | Edma, soeur de l'artiste et sa fille Jeanne sur un canapé   | 1872        | aquarelle                             | 25,1 × 25,9 cm | National Gallery of Art, Washington                | MuséeConsulté le 28 mars 2023                |
|       | Scène de genre | Cache-cache                                                 | 1872        | huile sur toile                       | 46 × 55 cm     | Collection privée, Vente 2005                      | Catalogue Sotheby'sConsulté le 29 mars 2023  |
|       | Scène de genre | Le Berceau                                                  | 1872        | huile sur toile                       | 56 × 46 cm     | musée d'Orsay, Paris                               | MuséeConsulté le 29 mars 2023                |
|       | Scène de genre | La Lecture (Edma lisant), ou L'Ombrelle verte               | 1873        | huile sur toile                       | 45,1 × 72,4 cm | Cleveland Museum of Art                            | MuséeConsulté le 29 mars 2023                |
|       | Portrait       | Jeune fille en robe de bal, ou Portrait de Marguerite Carré | 1873        | huile sur toile                       | 37 × 31 cm     | Collection particulière                            | Berthe Morisot, Lille 2002                   |
|       | Paysage        | Sur la plage des Petites-Dalles                             | 1873        | huile sur toile                       | 24,1 × 50,2 cm | Musée des beaux-arts de Virginie, Richmond         | MuséeConsulté le 29 mars 2023                |
|       | Portrait       | Portrait de Mme Boursier et de sa fille                     | 1873        | huile sur toile                       | 74 × 52 cm     | Brooklyn Museum, New York                          | MuséeConsulté le 29 mars 2023                |
|       | Paysage        | Le Village de Maurecourt                                    | 1873        | pastel sur papier                     | 47 × 71,8 cm   | collection privée                                  | Stuckey Scott Lindsay                        |
|       | Scène de genre | Les Lilas à Maurecourt                                      | 1874        | huile sur toile                       | 50 × 61 cm     | collection particulière                            | Berthe Morisot, Lille 2002                   |
|       | Paysage        | Coin de Paris vu de Passy                                   | 1873        | pastel sur papier                     | 27 × 34,9 cm   | collection privée, Vente 2006                      | Catalogue Christie'sConsulté le 29 mars 2023 |
|       | Scène de genre | Sur la Falaise                                              | 1873        | aquarelle                             | 18 × 23 cm     | Département des arts graphiques du musée du Louvre | MuséeConsulté le 2 avril 2023                |
|       | Portrait       | Sur la terrasse                                             | 1874        | huile sur toile                       | 45 × 54 cm     | Tokyo Fuji Art Museum                              | MuséeConsulté le 29 mars 2023                |
|       | Scène de genre | Bateau en construction                                      | 1874        | huile sur toile                       | 32 × 41 cm     | Musée Marmottan, Paris                             | Berthe Morisot, Lille 2002                   |
|       | Scène de genre | Dans le parc                                                | 1874        | Pastel sur papier marouflé sur carton | 71 × 89 cm     | Petit Palais, Paris                                | ParisMuséesConsulté le 29 mars 2023          |
|       | Scène de genre | Au Bois de Boulogne                                         | 1870 années | huile sur toile                       | 61 × 73,5 cm   | Nationalmuseum Stockholm                           | MuséeConsulté le 30 mars 2023                |
|       | Portrait       | Dame à l'éventail. Portrait de Marie Hubbard                | 1874        | Huile sur toile                       | 50,5 × 81 cm   | Ordrupgaard museum de Copenhague                   | KunstindeksConsulté le 29 mars 2023          |
|       | Scène de genre | Chasse aux papillons                                        | 1874        | huile sur toile                       | 46 × 56 cm     | Musée d'Orsay, Paris                               | MuséeConsulté le 29 mars 2023                |
|       | Scène de genre | Dans une Villa en bord de mer                               | 1874        | huile sur toile                       | 50,2 × 61 cm   | Norton Simon Museum, Pasadena                      | MuséeConsulté le 1 avril 2023                |
|       | Scène de genre | Sur la Plage de Fécamp                                      | 1874        | pastel sur papier sur châssis         | 38,4 × 60 cm   | Santa Barbara Museum of Art                        | MuséeConsulté le 2 avril 2023                |

### Maîtrise et innovation (1875-1883)
| Image | Genre          | Titre                                                              | Date      | Technique         | Dimensions         | Lieu de Conservation                      | Référence                                    |
| ----- | -------------- | ------------------------------------------------------------------ | --------- | ----------------- | ------------------ | ----------------------------------------- | -------------------------------------------- |
|       | Scène de genre | Jeune fille au miroir                                              | 1875      | huile sur toile   | 54 × 45 cm         | collection privée                         | Bataille et Wildenstein                      |
|       | Scène de genre | Installation du linge à sécher                                     | 1875      | huile sur toile   | 30 × 40,6 cm       | National Gallery of Art, Washington       | MuséeConsulté le 29 mars 2023                |
|       | Paysage        | Paysage à Gennevilliers                                            | 1875      | huile sur toile   | 32 × 41 cm         | Collection particulière                   | Berthe Morisot, Lille 2002                   |
|       | Paysage        | Le Petit moulin à Gennevilliers                                    | 1875      | huile sur toile   | 32 × 41 cm         | Collection particulière                   | Berthe Morisot, Lille 2002                   |
|       | Scène de genre | Dans les blés                                                      | 1875      | huile sur toile   | 46,5 × 69 cm       | Musée d'Orsay, Paris                      | Musée Consulté le 29 mars 2023               |
|       | Portrait       | Au Bal                                                             | 1875      | huile sur toile   | 62 × 52 cm         | musée Marmottan-Monet, Paris              | Musée Consulté le 30 mars 2023               |
|       | Portrait       | Portrait de femme (Avant le théâtre)                               | 1875-1876 | huile sur toile   | 57 × 31 cm         | Galerie Schröder & Leisewitz, Brême       | WebmuseumConsulté le 29 mars 2023            |
|       | Portrait       | Femme en noir (Avant le théâtre)                                   | 1875      | huile sur toile   | 62 × 52 cm         | Musée national de l'Art occidental, Tokyo | Consulté le 31 mars 2023                     |
|       | Paysage        | Paysage aux environs de Valenciennes                               | 1875      | huile sur toile   | 24 × 51 cm         | Collection particulière, Paris            | Berthe Morisot, Lille 2002                   |
|       | Paysage        | Vue du Solent (Ile de Wight)                                       | 1875      | huile sur toile   | 48 × 36 cm         | collection privée                         | Berthe Morisot, Lille 2002                   |
|       | Portrait       | Eugène Manet à l'île de Wight                                      | 1875      | huile sur toile   | 48 × 36 cm         | Musée Marmottan, Paris                    | MuséeConsulté le 5 avril 2023                |
|       | Scène de genre | Femme à sa toilette                                                | 1875-1880 | huile sur toile   | 60,3 × 80,4 cm     | Art Institute of Chicago                  | MuséeConsulté le 29 mars 2023                |
|       | Marine         | Marine en Angleterre                                               | 1875      | huile sur toile   | 43 × 64 cm         | Newark Museum                             | Berthe Morisot, Lille 2002                   |
|       | Portrait       | Entrée de la Medina dans le Port de l'île de Wright                |           | aquarelle         | 19 × 17,4 cm       | Fogg Art Museum, Cambridge                | MuséeConsulté le 1 avril 2023                |
|       | Paysage        | Avant d'un yacht                                                   | 1875      | aquarelle         | 20,6 × 26,7 cm     | Clark Art Institute, Williamstown         | MuséeConsulté le 29 mars 2023                |
|       | Scène de genre | Femme à sa toilette                                                | 1875      | huile sur toile   | 46 × 38 cm         | collection privée                         | Bataille et Wildenstein                      |
|       | Portrait       | Femme à l'éventail                                                 | 1876      | huile sur toile   | 62 × 52 cm         | Collection privée, Vente 2013             | Catalogue Sotheby'sConsulté le 5 avril 2023  |
|       | Portrait       | La Psyché                                                          | 1876      | huile sur toile   | 65 × 54 cm         | Musée Thyssen-Bornemisza, Madrid          | MuséeConsulté le 10 février 2024             |
|       | Scène de genre | En Promenade au bois                                               | 1876      | aquarelle         | 17,5 × 24,1 cm     | Musée Van Gogh, Amsterdam                 | MuséeConsulté le 2 avril 2023                |
|       | Portrait       | Jeune Femme en toilette de bal                                     | 1879      | huile sur toile   | 71,5 × 54 cm       | musée d'Orsay, Paris                      | MuséeConsulté le 29 mars 2023                |
|       | Nature morte   | Dahlias                                                            | 1876      | huile sur toile   | 45,7 × 55,9 cm     | Clark Art Institute, Williamstown         | MuséeConsulté le 29 mars 2023                |
|       | Scène de genre | Jeune Femme arrosant un arbuste                                    | 1876      | huile sur toile   | 31,7 × 40 cm       | Musée des beaux-arts de Virginie,Richmond | MuséeConsulté le 29 mars 2023                |
|       | Portrait       | Jeune fille au décolleté, la fleur aux cheveux                     | 1876      | huile sur toile   | 70 × 51 cm         | Petit Palais, Paris                       | MuséeConsulté le 29 mars 2023                |
|       | Portrait       | Le Neveu de Berthe Morisot                                         | 1876      | huile sur toile   | 32,5 × 24,3 cm     | Musée des Beaux-Arts de Bordeaux          | Notice JocondeConsulté le 2 avril 2023       |
|       | Portrait       | Jeune Femme se poudrant                                            | 1877      | huile sur toile   | 46 × 39 cm         | Musée d'Orsay, Paris                      | MuséeConsulté le 29 mars 2023                |
|       | Portrait       | Rêverie                                                            | 1877      | pastel sur toile  | 50,2 × 61 cm       | Nelson-Atkins Museum of Art, Kansas City  | MuséeConsulté le 29 mars 2023                |
|       | Nature morte   | Soupière et Pomme                                                  | 1877      | huile sur toile   | 56,2 × 46 cm       | Musée d'Art de Denver                     | MuséeConsulté le 1 avril 2023                |
|       | Portrait       | Mademoiselle Louise Riesener en chapeau                            | 1877-1880 | pastel sur papier | 55 × 47 cm         | * Cleveland Museum of Art                 | MuséeConsulté le 1 avril 2023                |
|       | Portrait       | Le Corsage noir                                                    | 1878      | huile sur toile   | 73 × 65 cm         | National Gallery of Ireland, Dublin       | MuséeConsulté le 30 mars 2023                |
|       | Portrait       | Jeune femme assise                                                 | 1878-1879 | huile sur toile   | 80 × 100 cm        | Collection privée, New York               | Bataille et Wildenstein                      |
|       | Portrait       | Jeune femme assise devant une fenêtre                              | 1879      | huile sur toile   | 76 × 61 cm         | Musée Fabre, Montpellier                  | MuséeConsulté le 30 mars 2023                |
|       | Portrait       | Jeune femme en gris étendue                                        | 1879      | huile sur toile   | 60 × 73 cm         | Collection particulière                   | France InfoConsulté le 5 avril 2023          |
|       | Portrait       | Jour d'été                                                         | 1879      | huile sur toile   | 45,7 × 75,3 cm     | National Gallery, Londres                 | MuséeConsulté le 30 mars 2023                |
|       | Paysage        | Bateaux sur la Seine                                               | 1879      | huile sur toile   | 25 × 50 cm         | Musée Wallraf Richartz, Cologne           | BildindexConsulté le 31 mars 2023            |
|       | Portrait       | Jeune Femme assise sur un sofa                                     | 1879 vers | huile sur toile   | 80.6 × 99,7 cm     | New York, Metropolitan Museum of Art      | MuséeConsulté le 31 mars 2023                |
|       | Portrait       | Femme cousant                                                      | 1879 vers | huile sur toile   | 65,4 × 54,6 cm     | Buffalo, Galerie d'art Albright-Knox      | MuséeConsulté le 1 avril 2023                |
|       | Portrait       | La Nurse                                                           | 1880 vers |                   |                    | Ny Carlsberg Glyptotek, Copenhague        | KunstindeksConsulté le 31 mars 2023          |
|       | Scène de genre | Dans la salle à manger                                             | 1880      | huile sur toile   | 92 × 73 cm         | Collection particulière, Vente 2013       | Catalogue Christie'sConsulté le 6 avril 2023 |
|       | Scène de genre | Femme s’habillant ou jeune fille mettant son bas                   | 1880 vers | Huile sur toile   | 65,4 × 54,6 cm     | Collection particulière                   | Akg ImagesConsulté le 5 avril 2023           |
|       | Portrait       | Hiver (Femme au manchon)                                           | 1880      | huile sur toile   | 74,93 × 61,6 cm cm | Dallas Museum of Art                      | MuséeConsulté le 31 mars 2023                |
|       | Scène de genre | Deux filles assises près d'une table                               | 1880      | aquarelle         | 19,7 × 26,2 cm     | collection privée, Vente 2015             | InvaluableConsulté le 31 mars 2023           |
|       | Portrait       | Eugène Manet et sa fille dans le jardin de Bougival                | 1881      | huile sur toile   | 73 × 92 cm         | Musée Marmottan, Paris                    | MuséeConsulté le 30 mars 2023                |
|       | Portrait       | Le Balcon ou Sur le balcon de la chambre d'Eugène Manet à Bougival | 1881      | huile sur toile   | 38 × 46 cm         | Collection particulière                   | Berthe Morisot, Lille 2002                   |
|       | Marine         | Le Port de Nice                                                    | 1881      | huile sur toile   | 38 × 46 cm         | Musée d'Art de Dallas                     | MuséeConsulté le 31 mars 2023                |
|       | Portrait       | Pasie cousant dans le jardin de Bougival                           | 1881      | huile sur toile   |                    | Musée des beaux-arts de Pau               | POPConsulté le 31 mars 2023                  |
|       | Scène de genre | Paysanne étendant son linge à sécher                               | 1881      | huile sur toile   | 46 × 67 cm         | Ny Carlsberg Glyptotek, Copenhague        | KunstindeksConsulté le 31 mars 2023          |
|       | Scène de genre | Enfant dans les roses trémières                                    | 1881      | huile sur toile   | 50 × 42 cm         | Wallraf-Richartz Museum, Cologne          | BildindexConsulté le 2 avril 2023            |
|       | Marine         | Le Port de Nice                                                    | 1881-1882 | huile sur toile   | 53 × 43 cm         | collection privée                         | Bataille et Wildenstein                      |
|       | Marine         | Le Port de Nice                                                    | 1881-1882 | huile sur toile   | 41,4 × 55,3 cm     | Musée Wallraf Richartz, Cologne           | KulturellesConsulté le 31 mars 2023          |
|       | Scène de genre | Le Thé                                                             | 1882      | huile sur toile   | 57,5 × 71,5 cm     | Fondation Madelon Vaduz                   | Stuckey Scott Lindsay                        |
|       | Scène de genre | Les pâtés de sable                                                 | 1882      | huile sur toile   | 92 × 73 cm         | Collection particulière                   | Berthe Morisot, Lille 2002                   |
|       | Portrait       | Plage à Nice                                                       | 1882      | aquarelle         | 42 × 55 cm         | Nationalmuseum Stockholm                  | MuséeConsulté le 30 mars 2023                |
|       | Portrait       | Sur la plage de Nice                                               | 1882      | aquarelle         | 12,8 × 19,7 cm     | Nationalmuseum Stockholm                  | MuséeConsulté le 30 mars 2023                |
|       | Scène de genre | Plage de Nice                                                      | 1882      | huile sur toile   | 46 × 56 cm         | Collection privée, Vente 2013             | Catalogue Sotheby'sConsulté le 5 avril 2023  |
|       | Paysage        | Femme au jardin (Villa Arnulphi à Nice)                            |           | huile sur toile   | 56 × 33 cm         | Fondation Bemberg, Toulouse               | RmnConsulté le 2 avril 2023                  |
|       | Portrait       | Sur le Sofa                                                        | 1882 vers | aquarelle         | 18,1 × 14,1 cm     | Nationalmuseum Stockholm                  | MuséeConsulté le 31 mars 2023                |
|       | Portrait       | Femme et enfant au pré à Bougival                                  | 1882      | huile sur toile   | 60,1 × 73,3 cm     | Musée national de Cardiff                 | ArtUKConsulté le 2 avril 2023                |
|       | Portrait       | Femme dans un jardin                                               | 1882-1883 | huile sur toile   | 123 × 94 cm        | Art Institute of Chicago                  | MuséeConsulté le 29 mars 2023                |
|       | Scène de genre | La Fable                                                           | 1883      | huile sur toile   | 65 × 81 cm         | collection privée                         | UseumConsulté le 31 mars 2023                |
|       | Scène de genre | Eugène Manet et sa fille au jardin                                 | 1883      | huile sur toile   | 60 × 73            | collection privée                         | AKG-ImagesConsulté le 31 mars 2023           |
|       | Scène de genre | Le Quai de Bougival                                                | 1883      | huile sur toile   | 55,5 × 46 cm       | Nasjonalgalleriet, Oslo                   | MuséeConsulté le 31 mars 2023                |
|       | Scène de genre | Dans le jardin à Maurecourt                                        | 1883      | huile sur toile   | 54 × 65 cm         | Toledo Museum of Art                      | MuséeConsulté le 31 mars 2023                |
|       | Scène de genre | Julie et son bateau (Enfant jouant)                                | 1883      | aquarelle         | 25 × 16 cm         | collection privée                         | Stuckey Scott Lindsay                        |
|       | Scène de genre | Les Foins à Bougival                                               | 1883      | aquarelle         | 50 × 61 cm         | Musée Marmottan, Paris                    | MuséeConsulté le 5 avril 2023                |
|       | Paysage        | La Meule de foin                                                   | 1883      | huile sur toile   | 55,3 × 46 cm       | collection privée                         | ArtnetConsulté le 31 mars 2023               |
|       | Portrait       | Fillette au chapeau                                                | 1883      | pastel            | 57 × 43,4 cm       | Musée d'Art de Baltimore                  | MuséeConsulté le 1 avril 2023                |
|       | Portrait       | Femme et enfant au jardin                                          | 1883-1884 | pastel            | 57 × 43,4 cm       | Édimbourg, Scottish National Gallery      | ArtUKConsulté le 2 avril 2023                |
|       | Portrait       | Petite fille aux cheveux blonds                                    | 1883-1884 | huile sur toile   | 57 × 43,4 cm       | Collection particulière                   | Berthe Morisot, Lille 2002                   |

### Plein épanouissement (1884-1894)
| Image | Genre          | Titre                                                                           | Date       | Technique        | Dimensions        | Lieu de Conservation                                    | Référence                                        |
| ----- | -------------- | ------------------------------------------------------------------------------- | ---------- | ---------------- | ----------------- | ------------------------------------------------------- | ------------------------------------------------ |
|       | Portrait       | Jeune Femme avec un chapeau de paille                                           | 1884       | huile sur toile  | 55,5 × 46,7 cm    | National Gallery of Art, Washington                     | MuséeConsulté le 29 mars 2023                    |
|       | Portrait       | Jeune Fille au repos                                                            | 1884       | huile sur toile  | 35 × 28 cm        | Collection particulière                                 | Berthe Morisot, Lille 2002                       |
|       | Paysage        | La Seine à Bougival                                                             | 1884       | huile sur toile  | 38 × 46 cm        | Collection particulière, Lausanne                       | Berthe Morisot, Lille 2002                       |
|       | Paysage        | Jardin Robin à Bougival                                                         | 1884       | huile sur toile  | 48 × 55 cm        | Collection particulière                                 | Berthe Morisot, Lille 2002                       |
|       | Paysage        | Le Jardin à Bougival                                                            | 1884       | huile sur toile  | 73 × 92 cm        | Musée Marmottan, Paris                                  | MuséeConsulté le 30 mars 2023                    |
|       | Portrait       | Roses trémières                                                                 | 1884       | huile sur toile  | 65 × 54 cm        | Musée Marmottan, Paris                                  | Berthe Morisot, Lille 2002                       |
|       | Scène de genre | Dans la véranda                                                                 | 1884       | huile sur toile  | 81 × 100 cm       | collection privée, Vente 2015                           | Catalogue Christie'sConsulté le 31 mars 2023     |
|       | Scène de genre | Sur le lac                                                                      | 1884       | huile sur toile  | 65 × 54 cm        | collection particulière                                 | Berthe Morisot, Lille 2002                       |
|       | Scène de genre | Sur le lac du Bois de Boulogne                                                  | 1884       | huile sur toile  | 60 × 73 cm        | collection particulière                                 | Berthe Morisot, Lille 2002                       |
|       | Portrait       | Petite fille avec sa poupée (Julie Manet)                                       | 1884       | pastel           | 60 × 46 cm        | collection privée                                       | Stuckey Scott Lindsay                            |
|       | Portrait       | Julie avec sa poupée                                                            | 1884       | huile sur toile  | 82 × 100 cm       | collection privée                                       | Stuckey Scott Lindsay                            |
|       | Portrait       | Julie, la fille de l'artiste et sa nurse                                        | 1884 vers  | huile sur toile  | 57,1 × 71,1 cm    | Minneapolis Institute of Arts                           | MuséeConsulté le 31 mars 2023                    |
|       | Portrait       | Jeune fille sur l'herbe (Mademoiselle Isabelle Lambert)                         | 1885       | huile sur toile  | 74 × 60 cm        | Ordrupgaard museum de Copenhague                        | KunstindeksConsulté le 29 mars 2023              |
|       | Portrait       | Petite danseuse                                                                 | 1885       | huile sur toile  | 55 × 46 cm        | Collection particulière                                 | Berthe Morisot, Lille 2002                       |
|       | Animalier      | L'Oie                                                                           | 1885       | huile sur toile  | 165 × 87 cm       | Collection particulière                                 | Portrait de Berthe Morisot et de sa fille        |
|       | Nature morte   | La Cage                                                                         | 1885       | huile sur toile  | 50,5 × 38,1 cm    | National Museum of Women in the Arts                    | MuséeConsulté le 2 avril 2023                    |
|       | Portrait       | Autoportrait                                                                    | 1885       | pastel           | 48 × 38 cm        | Art Institute of Chicago                                | KunstindeksConsulté le 29 mars 2023              |
|       | Nature morte   | Jonquilles                                                                      | 1885       | huile sur toile  | 45 × 36 cm        | Collection particulière                                 | Berthe Morisot, Lille 2002                       |
|       | Paysage        | La Forêt de Compiègne                                                           | 1885       | huile sur toile  | 54,2 × 64,8 cm    | Art Institute of Chicago                                | MuséeConsulté le 29 mars 2023                    |
|       | Scène de genre | Le Bain                                                                         | 1885       | huile sur toile  | 92 × 73 cm        | Clark Art Institute, Williamstown                       | MuséeConsulté le 29 mars 2023                    |
|       | Nu             | Nu de dos                                                                       | 1885       | huile sur toile  | 55 × 46 cm        | Collection privée, Vente 2013                           | Catalogue Christie'sConsulté le 31 mars 2023     |
|       | Portrait       | Autoportrait                                                                    | 1885       | huile sur toile  | 100 × 81 cm       | Musee Marmottan Monet, Paris                            | MuséeConsulté le 30 mars 2023                    |
|       | Portrait       | Portrait de Berthe Morisot et de sa fille                                       | 1885       | huile sur toile  | 72 × 91 cm        | collection particulière                                 | Berthe Morisot, Lille 2002                       |
|       | Portrait       | Jeune femme assise sur un banc, avenue du bois de Boulogne                      | 1885       | aquarelle        | 20 × 28 cm        | Metropolitan Museum of Art, New York                    | MuséeConsulté le 31 mars 2023                    |
|       | Scène de genre | Deux Petites Filles à la balustrade au bord du lac dans le jardin des Tuileries | 1885       | aquarelle        | 25,4 × 30,4 cm    | Statens Museum for Kunst, Copenhague                    | MuséeConsulté le 31 mars 2023                    |
|       | Nature morte   | Fleurs blanches dans une coupe                                                  | 1885       | huile sur toile  | 46 × 55 cm        | Musée des Beaux-Arts (Boston)                           | MuséeConsulté le 1 avril 2023                    |
|       | Portrait       | Jeune femme au divan                                                            | 1885 vers  | huile sur toile  | 61 × 50,2 cm      | Tate Britain, Londres                                   | ArtUKConsulté le 2 avril 2023                    |
|       | Portrait       | Sortant du lit                                                                  | 1885-1886s | huile sur toile  | 55 × 46 cm        | Collection particulière                                 | Berthe Morisot, Lille 2002                       |
|       | Scène de genre | Dans la salle à manger                                                          | 1886       | huile sur toile  | 61,3 × 50 cm      | National Gallery of Art, Washington                     | MuséeConsulté le 29 mars 2023                    |
|       | Scène de genre | La Petite servante                                                              | 1886       | huile sur toile  | 71 × 44 cm        | Collection particulière                                 | ArtnetConsulté le 6 avril 2023                   |
|       | Portrait       | Fillette à la poupée                                                            | 1886       | huile sur toile  | 97 × 58 cm        | Collection particulière, Etats-Unis                     | Berthe Morisot, Lille 2002                       |
|       | Portrait       | Fillette au chien                                                               | 1886       | huile sur toile  | 92 × 73 cm        | Collection particulière                                 | Berthe Morisot, Lille 2002                       |
|       | Portrait       | Fillette au jersey bleu                                                         | 1886       | pastel sur toile | 100 × 81 cm       | Musée Marmottan, Paris                                  | MuséeConsulté le 30 mars 2023                    |
|       | Portrait       | Enfants à la vasque                                                             | 1886       | huile sur toile  | 73 × 92 cm        | Musée Marmottan, Paris                                  | MuséeConsulté le 30 mars 2023                    |
|       | Scène de genre | Le Lever                                                                        | 1886       | huile sur toile  | 65 × 54 cm        | Collection particulière ancienne coll. Durand-Ruel      | Berthe Morisot, Lille 2002                       |
|       | Scène de genre | Intérieur à Jersey (Intérieur de cottage)                                       | 1886       | huile sur toile  | 50 × 60 cm        | musée communal des beaux-arts d'Ixelles                 | Berthe Morisot, Lille 2002                       |
|       | Scène de genre | La Leçon au jardin                                                              | 1886       | huile sur toile  | 60,5 × 73,3 cm    | Musée d'Art de Denver                                   | MuséeConsulté le 1 avril 2023                    |
|       | Scène de genre | Enfant au tablier rouge                                                         | 1886       | huile sur toile  | 60 × 49,9 cm      | Rhode Island School of Design Museum, Providence        | Musée                                            |
|       | Nu             | Femme s'essuyant                                                                | 1886-1887  | pastel           | 42 × 41 cm        | Non localisé                                            | Stuckey Scott Lindsay                            |
|       | Paysage        | Le Lac du Bois de Boulogne                                                      | 1887       | aquarelle        | 29,5 × 22,2 cm    | National Museum of Women in the Arts, Washington        | Stuckey Scott Lindsay                            |
|       | Portrait       | Paule Gobillard peignant                                                        | 1887       | huile sur toile  | 86 × 94 cm        | Musée Marmottan, Paris                                  | MuséeConsulté le 30 mars 2023                    |
|       | Portrait       | Paule Gobillard en robe de bal                                                  | 1887       | huile sur toile  | 73 × 60 cm        | Collection privée, Vente 2020                           | Catalogue Christie'sConsulté le 31 mars 2023     |
|       | Portrait       | Jeune fille acoudée                                                             | 1887       | huile sur toile  | 46 × 65 cm        | Musée Marmottan, Paris                                  | Berthe Morisot, Lille 2002                       |
|       | Portrait       | Louise Riesener                                                                 | 1888       | huile sur toile  | 73,3 × 92 cm      | Musée des Beaux-Arts de Limoges                         | Musée d'Orsay                                    |
|       | Portrait       | Jeune Fille dans un parc                                                        | 1888-1893  | huile sur toile  | 90 × 81 cm        | Musée des Augustins de Toulouse                         | Notice JocondeConsulté le 2 avril 2023           |
|       | Portrait       | Fillette lisant (La lecture)                                                    | 1888       | huile sur toile  | 74,3 × 92,7 cm    | Museum of Fine Arts (St. Petersburg)                    | MuséeConsulté le 31 mars 2023                    |
|       | Portrait       | La Mandoline                                                                    | 1889       | huile sur toile  | 55 × 57 cm        | Collection particulière                                 | Berthe Morisot, Lille 2002                       |
|       | Paysage        | L'Île du Bois de Boulogne                                                       | 1889       | huile sur toile  | 68,4 × 54,6 cm    | National Gallery of Art, Washington                     | Stuckey Scott Lindsay                            |
|       | Paysage        | Jeune Fille dans un bateau avec des oies                                        | 1889       | huile sur toile  | 65,4 × 54,6 cm    | National Gallery of Art, Washington                     | MuséeConsulté le 29 mars 2023                    |
|       | Portrait       | Sous l'Oranger                                                                  | 1889       | huile sur toile  | 54,6 × 65,7 cm    | Kansas City,Musée d'art Nelson-Atkins                   | MuséeConsulté le 30 mars 2023                    |
|       | Scène de genre | La Cueillette des oranges à Cimiez - (Nice)                                     | 1889       | pastel           | 61 × 46 cm        | Musée d'Art et d'Histoire de Provence, Grasse           | Notice JocondeConsulté le 31 mars 2023           |
|       | Scène de genre | La Cueillette des oranges                                                       | 1889       | huile sur toile  | 65 × 49 cm        | Collection privée                                       | Berthe Morisot, Lille 2002                       |
|       | Scène de genre | Jeune fille cueillant des oranges                                               | 1889       | huile sur toile  | 46 × 38 cm        | Collection particulière                                 | Berthe Morisot, Lille 2002                       |
|       | Paysage        | Branches d'oranger                                                              | 1889       |                  |                   | Musée Marmottan, Paris                                  | GettyImagesConsulté le 7 avril 2023              |
|       | Portrait       | La Petite Niçoise                                                               | 1889       | huile sur toile  |                   | musée des beaux-arts de Lyon                            | RmnConsulté le 31 mars 2023                      |
|       | Portrait       | Jeune fille sur une chaise longue                                               | 1889       | huile sur toile  | 60 × 73 cm        | Zurich, Collection Emil G.Bührle                        | MuséeConsulté le 2 avril 2023                    |
|       | Portrait       | La Fille de l'artiste avec une perruche                                         | 1890       | huile sur toile  | 65,6 × 52,1 cm    | National Gallery of Art, Washington                     | MuséeConsulté le 29 mars 2023                    |
|       | Portrait       | Fillette à la mandoline                                                         | 1890       | huile sur toile  | 60 × 73 cm        | Collection particulière                                 | Berthe Morisot, Lille 2002                       |
|       | Scène de genre | Le Flageolet                                                                    | 1890       | huile sur toile  | 56 × 87 cm        | Collection privée, Vente 2021                           | Catalogue Christie'sConsulté le 31 mars 2023     |
|       | Scène de genre | Devant la psyché                                                                | 1890       | huile sur toile  | 55 × 46 cm        | Fondation Gianadda, Martigny                            | gettyimagesConsulté le 7 avril 2023              |
|       | Portrait       | Le Petit Saint-Jean                                                             | 1890       | pastel           | 57,1 × 38,1 cm    | Cleveland Museum of Art                                 | MuséeConsulté le 1 avril 2023                    |
|       | Portrait       | Jeune paysanne parmi des tulipes                                                | 1890       | huile sur toile  | 65,4 × 72,7 cm    | Memphis, Dixon Gallery and Gardens                      | Google ArtsConsulté le 1 avril 2023              |
|       | Scène de genre | Le Cerisier                                                                     | 1891       | huile sur toile  | 154 × 84 cm       | Musée Marmottan, Paris                                  | MuséeConsulté le 29 mars 2023                    |
|       | Portrait       | Jeune Fille avec un tablier                                                     | 1891       | huile sur toile  | 65 × 54,6 cm      | National Gallery of Art, Washington                     | MuséeConsulté le 29 mars 2023                    |
|       | Portrait       | Bergère couchée                                                                 | 1891       | huile sur toile  | 63 × 114 cm       | Musée Marmottan, Paris                                  | MuséeConsulté le 30 mars 2023                    |
|       | Portrait       | Bergère couchée                                                                 | 1891       | huile sur toile  | 35 × 56 cm        | Collection particulière                                 | Berthe Morisot, Lille 2002                       |
|       | Nu             | Bergère nue allongée                                                            | 1891       | huile sur toile  | 22 × 34 cm        | Madrid, Musée Thyssen-Bornemisza                        | MuséeConsulté le 30 mars 2023                    |
|       | Nu             | Baigneuse                                                                       | 1891       | huile sur toile  | 54 × 45 cm        | Collection privée, Vente 2018                           | Catalogue Christie'sConsulté le 7 avril 2023     |
|       | Nature morte   | Anémones roses                                                                  | 1891       | huile sur toile  | 55 × 35 cm        | Collection privée, Vente 2018                           | Catalogue Sotheby'sConsulté le 2 avril 2023      |
|       | Mythologie     | Apollon révélant sa divinité à la bergère Issé (d'après François Boucher)       | 1892       | huile sur toile  | 63,8 × 79,4 cm    | Musée Marmottan, Paris                                  | Patrimoine de FranceConsulté le 30 mars 2023     |
|       | Scène de genre | En bateau                                                                       | 1892       |                  |                   | Museu da Chácara do Céu, Rio de Janeiro                 | [réf. nécessaire]                                |
|       | Portrait       | Lucie Léon au piano                                                             | 1892       | huile sur toile  | 96 × 84 cm        | Seattle Art Museum                                      | MuséeConsulté le 2 avril 2023                    |
|       | Portrait       | Portait de Marthe Givaudon                                                      | 1892       | pastel sur toile | 64,8 × 54,6 cm    | Santa Barbara Museum of Art                             | MuséeConsulté le 2 avril 2023                    |
|       | Portrait       | Fillette au chapeau de paille                                                   | 1892       | huile sur toile  | 81 × 65 cm        | Collection privée, Vente 2012                           | Catalogue Sotheby'sConsulté le 2 avril 2023      |
|       | Portrait       | Jeanne Pontillon                                                                | 1893 vers  | aquarelle        | 31 × 24 cm        | Art Institute of Chicago                                | MuséeConsulté le 29 mars 2023                    |
|       | Portrait       | Julie Manet avec son lévrier                                                    | 1893 vers  | huile sur toile  | 73 × 80 cm        | Musée Marmottan, Paris                                  | MuséeConsulté le 30 mars 2023                    |
|       | Portrait       | L'Etude du violon                                                               | 1893 vers  | huile sur toile  | 41 × 33 cm        | Collection particulière                                 | Berthe Morisot, Lille 2002                       |
|       | Portrait       | Julie au violon                                                                 | 1893 vers  | huile sur toile  | 65 × 54 cm        | Collection particulière                                 | Berthe Morisot, Lille 2002 Connaissance des arts |
|       | Portrait       | Jeune fille au divan                                                            | 1893 vers  | huile sur toile  | 45,9 × 55,1 cm    | Musée Léon-Dierx, Saint-Denis                           | Iconothèque O. I.Consulté le 31 mars 2023        |
|       | Portrait       | Jeune fille tressant ses cheveux                                                | 1893 vers  | huile sur toile  | 46 × 38 cm        | Ny Carlsberg Glyptotek, Copenhague                      | KunstindeksConsulté le 31 mars 2023              |
|       | Portrait       | Julie rêveuse                                                                   | 1893-1894  | huile sur toile  | 45,9 × 55,1 cm    | Collection privée, Vente 2022                           | Catalogue Christie'sConsulté le 31 mars 2023     |
|       | Scène de genre | Sur un banc au bois de Boulogne                                                 | 1894       | huile sur toile  | 38,2 × 55,3 cm    | Musée d'Orsay, Paris                                    | MuséeConsulté le 29 mars 2023                    |
|       | Portrait       | L'Hortensia                                                                     | 1894       | huile sur toile  | 73,1 × 60,4 cm    | Musée d'Orsay, Paris                                    | MuséeConsulté le 29 mars 2023                    |
|       | Portrait       | Les Enfants de Gabriel Thomas                                                   | 1894       | huile sur toile  | 100 × 81,2 cm     | Musée des Beaux-Arts de Limoges                         | Musée d'OrsayConsulté le 29 mars 2023            |
|       | Scène de genre | La Coiffure                                                                     | 1894       | huile sur toile  | 55 × 46 cm        | musée national des beaux-arts d'Argentine, Buenos Aires | MuséeConsulté le 31 mars 2023                    |
|       | Portrait       | Jeune fille aux cheveux noirs                                                   | 1894       | aquarelle        | 23,1 × 16,8 cm    | Philadelphia Museum of Art                              | MuséeConsulté le 31 mars 2023                    |
|       | Portrait       | Portrait d'un enfant                                                            | 1894       | huile sur toile  | 55,2 × 46,4 cm    | Philadelphia Museum of Art                              | MuséeConsulté le 31 mars 2023                    |
|       | Scène de genre | Deux jeunes filles                                                              | 1894       | huile sur toile  | 65 × 54 cm        | The Phillips Collection, Washington                     | MuséeConsulté le 1 avril 2023                    |
|       | Portrait       | Jeune Femme et enfant                                                           | 1894       | huile sur toile  | 61,5 × 50,5 cm    | Musée d'Art de Hiroshima                                | MuséeConsulté le 2 avril 2023                    |
|       | Portrait       | Portrait de Jeanne Pontillon                                                    | 1894       | huile sur toile  | 116,70 × 81,50 cm | Musée d'Art et d'Histoire de Genève                     | MuséeConsulté le 2 avril 2023                    |
|       | Portrait       | Jeune Fille au manteau vert (Marthe)                                            | 1894       | aquarelle        | 31 × 24 cm        | Collection privée, Vente 2012                           | Catalogue Sotheby'sConsulté le 2 avril 2023      |

## Dates non documentées
| Image | Genre    | Titre                       | Date | Technique | Dimensions     | Lieu de Conservation                               | Référence                     |
| ----- | -------- | --------------------------- | ---- | --------- | -------------- | -------------------------------------------------- | ----------------------------- |
|       | Paysage  | Paysage boisé               |      | aquarelle | 17,5 × 23,5 cm | Fogg Art Museum, Cambridge                         | MuséeConsulté le 1 avril 2023 |
|       | Portrait | Jeune femme dans un paysage |      | aquarelle | 33 × 23 cm     | Département des arts graphiques du musée du Louvre | MuséeConsulté le 2 avril 2023 |